# Савро (Пятихатский район)
Савро́ (укр. Савро) — село,
Савровский сельский совет,
Пятихатский район,
Днепропетровская область,
Украина.
Код КОАТУУ — 1224585901. Население по переписи 2001 года составляло 579 человек .
Является административным центром Савровского сельского совета, в который, кроме того, входят сёла
Балковое,
Вольное,
Галина Лозоватка,
Демурино-Варваровка,
Каменное,
Новоивановка,
Червоная Поляна,
Чигриновка и
ликвидированное село Тихое.

## Географическое положение
Село Савро находится на расстоянии в 1,5 км от сёл Червоная Поляна, Вольное и Тихое, в 5-и км от города Жёлтые Воды.
По селу протекает пересыхающий ручей с запрудой.
Рядом проходит железная дорога, станция Савро.

## История
- Село Савро основано в 1921 году переселенцами из сёл Саксагань и Жёлтое. Название село получило от первого поселенца — отставного старшины войска запорожского Савура.

## Экономика
- ООО «Чапаева-Агро» (основано в 2005 году, возглавляет Лещишин Анатолий Петрович)

## Объекты социальной сферы
- Школа І-ІІ ст.им. А.Таранца
- Клуб.
- Амбулатория.
- Публичная сельская библиотека - филиал № 28 Пятихатской ЦБС

## Достопримечательности
- Братская могила советских воинов.